# Славомир Анђелић
Славомир Анђелић (Подујево, 1954) је српски сликар.

## Биографија
Рођен је 1954. године у Подујеву. Дипломирао је сликарство на Факултету ликовних уметности Универзитета уметности у Београду 1980. Члан је Удружења ликовних уметника Србије.
Излагао је на групним изложбама „Београд некад и сад” 1984, 1994, 2000. и 2001, „Жена инспирација уметника” 1990. и 1994, изложби УЛУС-а 1992, изложби „Пејсаж у савременој југословенској уметности” 1997, интернационалним изложбама у Каназави 1990. и 1994, Сантосу 1995. и 1997, Новом Зеланду 2000. и Кракову 2001, Међународном сајму уметности „Арт експо” у Београду 2001, интернационалној изложби „Екс Либрис” у Београду 2002, Осмој интернационалној изложби у Горњем Милановцу 2005. и 2006, Другом међународном бијеналу „Светионик” у Панчеву 2008, изложби „Цртеж и ситна пластика” и Јесењој изложби УЛУС-а 2009. и Десетом међународном бијеналу уметности минијатуре у Горњем Милановцу 2010.
Самостално је излагао 1984. године у Београду. Поред сликарства се бави графиком, вајарством и графичким дизајном књига, плаката и друго.
Добитник је награде Народног музеја Србије 1994. и неколико награда за графички дизајн књига и плаката.